# 아단 마르틴 메니스

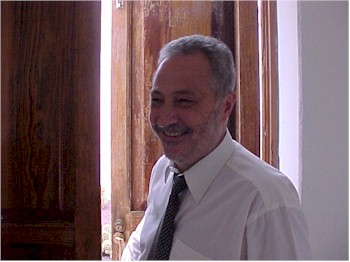
아단 마르틴 메니스

아단 마르틴 메니스(Adán Martín Menis, 1943년 10월 19일 ~ 2010년 10월 10일)는 스페인, 카나리아 제도의 정치인이자 산업 기술자이다. 카나리아 연합당 (Coalición Canaria)을 대표하여, 2003년부터 2007년까지 카나리아 제도의 대통령을 하였다.
1979년부터 1987년까지 산타크루스데테네리페의 시장, 1982년부터 1986년까지 테네리페섬 의회의 공공 장관, 1993년부터 1996년까지 국회의원 (Diputado Nacional), 1987년부터 1999년까지 카나리아 제도의 부통령과 테네리페섬의 장을 하였다.

## 참고
1. ↑  (스페인어) 아단 마르틴 메니스의 사망을 알리는 기사,ELPAIS.COM,2010년 10월 11일 확인함